# Hygrostolides
Hygrostolides là một chi bướm đêm thuộc họ Noctuidae.